# Grand Prix de Denain 1990
La 32e édition du Grand Prix de Denain a eu lieu le 5 avril 1990. Elle a été remportée par le Français Frédéric Moncassin.

## Classement final
Frédéric Moncassin remporte la course.
| Classement final, | Classement final,     | Classement final, | Classement final,    | Classement final, |
|                   | Coureur               | Pays              | Équipe               | Temps             |
| ----------------- | --------------------- | ----------------- | -------------------- | ----------------- |
| 1er               | Frédéric Moncassin    | France            | Castorama            |                   |
| 2e                | Peter Pieters         | Pays-Bas          | TVM-Yoko             |                   |
| 3e                | Paul Popp             | Autriche          | Varta-Elk            |                   |
| 4e                | Stephan Van Leeuwe    | Belgique          | Westwood-Ibea-Merckx |                   |
| 5e                | Peter Spaenhoven (nl) | Belgique          | Sefb-Gan-Saxon       |                   |
| 6e                | Gino De Backer        | Belgique          | IOC-Tulip-Rossin     |                   |
| 7e                | Willem Wijnant        | Belgique          | Westwood-Ibea-Merckx |                   |
| 8e                | Adrie Kools           | Pays-Bas          | IOC-Tulip-Rossin     |                   |
| 9e                | Giorgio Furlan        | Italie            | Diana-Colnago-Animex |                   |
| 10e               | Yvon Ledanois         | France            | Castorama            |                   |
| modifier          |                       |                   |                      |                   |